# Tasso orario zenitale
In astronomia, il Tasso Orario Zenitale, identificato in italiano con la sigla TOZ e in inglese con ZHR, Zenithal Hourly Rate, di uno sciame meteorico è il numero di meteore che un osservatore sarebbe in grado di osservare in un'ora, sotto un cielo buio e terso (quindi con magnitudine limite 6,5), se il radiante dello sciame fosse sempre allo zenit.
Quando lo ZHR supera il valore 1000, si parla di tempesta meteorica.

## Formulazione matematica
La formula per calcolare lo ZHR è:
{\displaystyle ZHR={\cfrac {{\overline {HR}}\cdot F\cdot r^{6.5-lm}}{\sin(h_{R})}}}
dove
{\displaystyle {\overline {HR}}={\cfrac {N}{T_{eff}}}}
rappresenta il tasso orario dell'osservatore. N è il numero di meteore osservate, mentre Teff è il tempo effettivo di osservazione da parte dell'osservatore.
Esempio: se un osservatore ha avvistato 12 meteore in 15 minuti, il tasso orario è 48 (dato da 12 diviso per 0,25 ore)
{\displaystyle F={\cfrac {1}{1-k}}}
Esempio: se il 20% del campo di vista dell'osservatore è coperto dalle nuvole, k varrebbe 0,2 e F sarebbe 1,25. L'osservatore avrebbe dovuto individuare il 25% in più di meteore, per questo F=1,25.
{\displaystyle r^{6.5-lm}}
rappresenta il fattore di correzione limite della magnitudine o indice di popolazione. Per ogni variazione di 1 unità della magnitudine limite dell'osservatore, il numero di meteore osservate varia di un fattore di "r", di cui va tenuto conto.
Esempio: se r vale 2 e la magnitudine limite dell'osservatore è 5,5, il tasso orario viene moltiplicato per 2 (2 elevato alla 6,5-5,5) per conoscere quante meteore si sarebbero potute osservare con una magnitudine limite 6,5.
{\displaystyle \sin(h_{R})}
rappresenta il fattore di correzione per l'altezza del radiante rispetto all'orizzonte (hR).

## Considerazioni pratiche
La definizione data sopra si traduce in un valore puramente teorico dello ZHR: molti sono gli aspetti pratici che nella realtà ne abbassano il valore.
Un primo aspetto riguarda il radiante che non è normalmente allo zenit ma è più basso sull'orizzonte, fattore questo che diminuisce il valore dello ZHR. Inoltre, a causa del moto di rotazione della Terra, il radiante si muove nel tempo raggiungendo la massima altezza solo per un periodo limitato: bisognerebbe mettersi a volare su un aereo supersonico a una velocità ben precisa per riuscire a mantenere il radiante sempre al proprio zenit, rispettando la definizione data.
Un secondo aspetto riguarda la magnitudine limite che spesso non raggiunge il valore di 6,5: ciò significa che le meteore per essere visibili devono essere più brillanti del limite teorico imposto dalla definizione dello ZHR, il che fa sì che il conteggio sia inferiore a quello che avrebbe in realtà dovuto essere.
Altri aspetti riguardano:
- il coefficiente personale
- il valore R relativo alla magnitudine media delle meteore dello sciame osservato
- il tempo morto per meteora, ossia il tempo impiegato dall'osservatore per registrare le meteore osservate
- l'eventuale percentuale del campo osservativo ostruita da nubi o ostacoli in frazioni di campo osservato e in frazioni di ora
- l'eventuale variazione della magnitudine limite in frazioni di ora.

All'atto pratico, il numero di meteore osservabili per singolo osservatore è generalmente dalle 3 alla 5 volte inferiore al numero di meteore previsto dallo ZHR.
Va anche precisato che uno ZHR è valido solo per un singolo sciame meteorico: se in una nottata dovesse manifestarsi più di uno sciame, il calcolo dello ZHR va fatto separatamente per ciascuno di essi.

## Equivalent Zenithal Hourly Rate
Lo ZHR, per definizione, deve essere calcolato su osservazioni di durata minima di 1 ora: nel caso però di piogge meteoriche molte intense, è possibile calcolare il cosiddetto EZHR (Equivalent Zenithal Hourly Rate, in italiano Tasso Orario Zenitale Equivalente) su un arco di tempo più limitato, ad esempio, di 10 minuti, 5 minuti o anche 1 minuto.

## Altezza sull'orizzonte
Uno sciame meteorico presenta il massimo ZHR quando è allo zenit o al meridiano locale, il minimo quando è all'orizzonte: i valori intermedi sono calcolabili applicando il coseno dell'altezza apparente del centro del radiante rispetto all'orizzonte locale.

## Integrazione su più osservazioni
Poiché il flusso reale di meteore di uno sciame non è costante, un calcolo più attendibile del valore dello ZHR può essere ottenuto integrando un gran numero di valori ZHR rilevati da singoli osservatori distribuiti il più uniformemente possibile sulle varie fasce longitudinali della Terra.